# Paranemastoma spinosulum
Espèce
Synonymes
- Nemastoma spinosulum Koch, 1869

Paranemastoma spinosulum est une espèce d'opilions dyspnois de la famille des Nemastomatidae.

## Distribution
Cette espèce est endémique de Grèce.

## Systématique et taxinomie
Cette espèce a été décrite sous le protonyme Nemastoma spinosulum par Koch en 1869. Elle est placée dans le genre Paranemastoma par Schönhofer en 2013.

## Publication originale
- Koch, 1869 : « Beitrag zur Kenntniss der Arachnidenfauna Tirols. » Zeitschrift des Ferdinandeums für Tirol und Vorarlberg, sér. 3, vol. 14, p. 149-206.